# Germigney (Jura)
Germigney ist eine französische Gemeinde im Département Jura in der Region Bourgogne-Franche-Comté. Sie gehört zum Arrondissement Dole und zum Kanton Mont-sous-Vaudrey. 

## Lage
Die Nachbargemeinden sind Étrepigney im Norden, Chatelay im Osten, Chissey-sur-Loue im Südosten, Chamblay im Süden, Santans im Westen und Our im Nordwesten. Das Gemeindegebiet wird vom Flüsschen Réverotte durchquert. Weiter nördlich verlaufen die Clauge und ihr späterer Zufluss Tanche im Forêt de Chaux.

## Bevölkerungsentwicklung
| Jahr                       | 1962 | 1968 | 1975 | 1982 | 1990 | 1999 | 2006 | 2017 |
| Einwohner                  | 80   | 84   | 73   | 87   | 79   | 77   | 82   | 78   |
| Quellen: Cassini und INSEE |      |      |      |      |      |      |      |      |